# Füllsprengkörper
Der Füllsprengkörper ist eine Komponente, die ihre Anwendung in der militärischen und zivilen Pyrotechnik findet. Es handelt sich dabei um eine spezielle Art von Sprengkörper, der als „Füllung“ in ein größeres System oder Gehäuse eingebracht wird. Der Füllsprengkörper besteht meist aus gepresstem TNT, wie z. B. in der 10-cm-Doppelzündergranate 30.

## Eigenschaften und Aufbau
Der Füllsprengkörper besteht meistens aus einem gepressten Sprengstoff oder Sprengstoffgemisch, das in ein geeignetes Gehäuse eingebracht wird. Der Sprengkörper kann nach spezifischen Anforderungen verschiedene Formen und Größen haben und ist somit in seiner Sprengkraft variabel.

## Militärische Anwendungen
- Granaten und Bomben: In militärischen Anwendungen kann ein Füllsprengkörper die Hauptsprengladung in einer Granate, Bombe oder einem ähnlichen Geschoss darstellen. Der Füllsprengkörper wird in das Gehäuse eingebracht und ist für die Detonation verantwortlich.
- Minen: In Minen und Sprengfallen wird der Füllsprengkörper als primäre Explosivladung verwendet, die bei der Auslösung detoniert und die zerstörerische Wirkung entfaltet.

## Technische Sprengungen
- Bergbau und Abriss: In technischen Sprengungen, wie im Bergbau oder beim Abriss von Gebäuden, kann ein Füllsprengkörper als Teil einer größeren Sprengladung eingesetzt werden, um das kontrollierte Zerlegen von Strukturen zu ermöglichen.

## Pyrotechnik
- Feuerwerkskörper: In der zivilen Pyrotechnik kann ein Füllsprengkörper eine spezielle Mischung von Chemikalien sein, die in einem Feuerwerkskörper verwendet wird, um bestimmte Effekte wie Knall, Lichtblitz oder Farben zu erzeugen.

## Sicherheitsaspekte
Der Umgang mit Füllsprengkörpern erfordert hohe Sicherheitsanweisungen, da es bei unsachgemäßer Behandlung zu starken Schäden oder Verletzungen kommen kann. So muss beim Abschuss eines Artilleriegeschosses (mit Füllsprengkörper) auf die hohen Belastungen während des Startvorgangs geachtet werden, da dies sonst zu einer unkontrollierten Zündung des Sprengstoffs führen kann.